# Vassara
De Vassara is een rivier in het noorden van Zweden. De rivier dient als afwatering van het Vassarameer dat ten zuidwesten van de stad Gällivare ligt. De rivier stroomt ten zuiden van Gällivare tussen deze stad en het Vassaraträsket door. De ongeveer 18 km lange rivier stroomt naar de Lina.
Vassarameer → Vassara → Lina → Angesån → Kalixälven → Botnische Golf